# Zimbo
Zimbo ist eine deutsche Marke für Fleisch- und Wurstwaren sowie Convenience-Food-Produkte. Seit August 2019 gehört die Marke zur Tönnies-Gruppe.

## Geschichte
Das Unternehmen Zimbo wurde 1953 von Max Zimmermann in Witten gegründet. Der Name leitet sich von der Telex-Kennung zim.bo ab, wobei Zim für den Inhaber Max Zimmermann steht, .bo war die Fernschreiberkennung für Bochum, wo seit 1971 der Firmensitz war.
Das Unternehmen begann mit einem Direktverkauf heimischer Fleisch- und Wurstwaren per Frischdienst an den Lebensmittelhandel. 1960 kam die erste Wurst in selbstbedienungsgerechter Verpackung in den Handel. Damit war Zimbo ein Pionier im Bereich der Fleisch- und Wurstwaren für das SB-Regal. Zimmermanns Sohn Reinhold verlegte 1971 den Unternehmenssitz nach Bochum. 1976 nahm die erste Produktionsstätte für regionale Spezialitäten in Börger im Emsland ihren Betrieb auf.
2008 übernahm die Bell Deutschland, eine Tochtergesellschaft der Schweizer Bell AG, die wiederum mehrheitlich der Schweizer Coop-Genossenschaft gehört, das Unternehmen Zimbo. Im Februar 2012 zog sich Reinhold Zimmermann aus dem operativen Geschäft zurück. Im Jahr 2013 wurde das Unternehmen Zimbo aufgelöst und die Zimbo-Hauptverwaltung in Bochum geschlossen, die Zimbo-Produktionsbetriebe in Börger, Suhl und Bad Wünnenberg gingen in Bell Deutschland auf.
Zum 1. August 2019 verkaufte Bell die Zimbo-Produktionsbetriebe in Suhl und Börger an die Tönnies-Tochter Zur-Mühlen-Gruppe. Der Standort in Bad Wünnenberg verblieb bei Bell und produzierte fortan unter der Marke Hilcona.

## Produktionsstandorte
Heute werden Zimbo-Produkte im thüringischen Suhl und im niedersächsischen Börger hergestellt. Hinzu kommen zwei weitere Produktionsstandorte in Osteuropa: Perbál (Ungarn) und Krakau (Polen). Heute ist die Marke international in nahezu allen osteuropäischen Ländern sowie in Skandinavien und den Benelux-Staaten aktiv. 

## Sortiment
Unter der Marke Zimbo wird die gesamte Bandbreite von Wurst und Aufschnitt abgedeckt. Hinzu kommt ein breites Angebot an Snacks und Convenienceprodukten. Ein wichtiger Bestandteil des Sortiments sind regionale Wurstspezialitäten teilweise mit Herkunftssiegel, wie die Original Thüringer Rostbratwurst oder das Original Bündnerfleisch.

## Auszeichnungen
Die Hauchschnitt-Linie „Fineo“ wurde von der Zeitschrift Lebensmittel Praxis zum Produkt des Jahres 2009 gekürt. Die Deutsche Landwirtschaftsgesellschaft (DLG) verlieh in den vergangenen Jahren über 150 Zimbo-Produkten Gold-, Silber- oder Bronzemedaillen.

## Verbraucherkritik
Im Rahmen eines Fernsehbeitrags von SpiegelTV von November 2010 wurde ein überdurchschnittliches Untergewicht in dem Convenience-Produkt Hot Dogs festgestellt. Bei 138 gekauften Proben wiesen über 48 Proben ein zu niedriges Produktgewicht auf. Ein ehemaliger Mitarbeiter berichtete, dass in der Qualitätskontrolle systematisch zusätzliche Leerverpackungen mitgewogen wurden, um das Mindestgewicht zu erreichen. Zimbo verwies in einer schriftlichen Stellungnahme darauf, dass sich die Gewichtsunterschiede der Proben innerhalb des vom Gesetzgeber zugelassenen Toleranzbereichs bewegten. Dass Leerpackungen als Zusatzgewichte mitgewogen wurden, wies Zimbo als unwahr zurück.
Im Oktober 2016 fiel eine Salami von Zimbo wegen hoher Mineralölbestandteile auf.